# Взрыв у гимназии Введенского Владычного монастыря
Взрыв на крыльце гимназии во имя преподобного Варлаама Серпуховского произошёл 13 декабря 2021 года в 8:24 по местному времени на территории Введенского Владычного женского монастыря в Серпухове (Московская область). 18-летний Владислав Струженков привёл в действие самодельное взрывное устройство на входе в гимназию. В результате взрыва пострадали 13 человек, включая подрывника.
25 июля 2022 года Струженков был признан виновным в покушении на убийство двух и более лиц, повреждении чужого имущества, незаконном изготовлении взрывных устройств и приговорён к 13 годам лишения свободы. Нападение на православную гимназию стало пятым случаем нападений на учебные заведения в 2021 году в России, после, в том числе, инцидентов в пермском университете и казанской гимназии.

## Личность и мотивы преступника
Владислав Андреевич Струженков родился 6 августа 2003 года в Серпухове. Отец Андрей Струженков занимается ремонтом машин и установкой окон, увлекается оружием. Отец заявил, что его сын не увлекался оружием. По словам мужчины, его сын также никогда не жаловался на какие-либо конфликты в учебном заведении. Соседи положительно отзывались о семье Струженковых, характеризовали их как добрых и вежливых людей.
Как рассказала бывший классный руководитель Владислава Любовь Николаевна, у молодого человека не возникало конфликтов с учителями и одноклассниками. По её мнению, причину случившегося необходимо искать в семье. Она также добавила, что её ученик не хотел поступать в вуз, а планировал начать работать со своим отцом.
По словам архиепископа Подольского и Люберецкого Аксия, его перевели учиться в гимназию при монастыре из другой школы, потому что там у него «не складывались отношения» со сверстниками. Он отметил, что по словам настоятельницы монастыря, на территории которой расположена гимназия, нападавший «беседовал и с учителями о ситуации, которая сложилась у него в семье на тот момент». «Это говорит о степени доверия педагогическому сообществу, учителям, тем, кого он считал близкими людьми», — подчеркнул архиерей. Также, по его словам, и ученики свидетельствуют о том, что в гимназии были хорошие добрые отношения. В гимназии о Струженкове отзывались, как о добром и позитивном человеке. Он ходил в кружок пения, вёл себя тихо, друзей у него толком не было.
Высказался о подрывнике и тренер Владислава по стритлифтингу:
В коллективе он вёл себя спокойно, не проявлял ничего подозрительного. Всем воспитанием занималась бабушка. Про отца ничего не говорил, мама жила с другим мужчиной. У него были проблемы со здоровьем — какое-то заболевание щитовидной железы, она у него была полностью удалена. Он постоянно проходил обследование. Бабушка его привела для того, чтобы он занимался спортом, был повеселее. Через полгода он достойно себя показал как спортсмен. Я увидел в нем перспективу, что он может участвовать в соревнованиях. Дважды показывал призовые места, были достаточно неплохие результаты.
Соседи Струженковых также рассказали, что семья не была религиозной, а в качестве места учёбы они выбрали гимназию во имя преподобного Варлаама Серпуховского при Введенском Владычном монастыре, надеясь, что в классе на 8 человек Владислав получит больше внимания. Но в новой школе у Струженкова начались проблемы уже с учителями.

Одна из учениц рассказала, что учителя неприязненно относились к Владиславу: 
«Оскорбляли, занижали оценки». «Могли говорить: ты ничего не добьёшься, да чего ты стоишь, сопля мелкая».
Один из друзей Владислава рассказал прессе:
Влад пришёл в школу при монастыре в пятом классе, так что всю среднюю и старшую школу учился с одними и теми же ребятами. Класс на самом деле более-менее дружный, никакого буллинга не было. Но в последние два года учёбы он стал меняться. Раньше был весёлым, общительным, а потом вдруг настроение стало другим. Апатия какая-то ко всему началась. Иногда он мог пооткровенничать. Говорил странные вещи. Мол, люди – это просто пыль. Мол, мы всё пытаемся чего-то добиться в жизни, учимся, работаем, рожаем детей, а в этом нет никакого смысла в масштабах вселенной...
Telegram-канал SHOT сообщает, что в 2015 году у Струженкова обнаружили рак, из-за чего и была удалена щитовидная железа. Кроме того, у юноши наблюдались проблемы с психикой и суицидальные мысли. С 2020 года он принимал антидепрессанты.
После операции по удалению щитовидки у Владислава произошёл гормональный сбой, он начал набирать лишний вес, что также вызвало у него переживания.
В 2021 году Струженков окончил учёбу в гимназии при монастыре. 4 октября 2021 года при прохождении комиссии в военкомате он был списан по состоянию здоровья. Подросток обращался в Росгвардию, чтобы получить лицензию на оружие, но ему было отказано.
Соседка рассказала «Медузе», что дедушка Владислава Николай работал главным энергетиком в «Порту Серпухова» — компании, которая занимается речными перевозками, а бабушка Людмила была бухгалтером.
Родители парня были в разводе, поэтому он жил то у матери, то у отца. По словам родителей, Владислав рос сложным ребёнком, учился посредственно и не пользовался авторитетом. После удаления щитовидки он и вовсе стал эмоционально неустойчив. Мать пыталась пробудить в нём интерес к учёбе, в том числе путём запретов и наказаний. Отец обучал сына стрельбе, приобщал к ремонтным работам и давал ему больше свободы.
Ещё одной основной причиной конфликтов в семье стал вопрос о лечении Владислава. Мать водила сына к психиатру, который выписал ему антидепрессанты. Отец и сестра Владислава были против этого, считая, что препараты превратят его в «овоща». Именно отец однажды пришёл в гимназию и заявил, что его сын здоров и в применении препаратов не нуждается. В феврале 2021 года Владислав и его отец полностью прекратили применение препаратов.
По словам одного из приятелей Струженкова, он иногда говорил о своих родителях:
Он их как бы упрекал в том, что они его родили. Говорил: «Из-за их решения я появился на свет и теперь мучаюсь, потому что всё бессмысленно». Насколько я понимаю, он какие-то эти свои мысли и педагогам ретранслировал. По крайней мере, в какой-то момент с ним начал работать школьный психолог. Видимо, пытался отговорить его от возможного суицида.
Мать заявила следователям, что с августа 2021 года, когда Владиславу исполнилось 18 лет, она перестала давать ему деньги на карманные расходы. Это была её позиция: либо он поступает учиться, и тогда она его содержит, либо он идёт работать и обеспечивает себя сам.

### Мотивы
После взрыва Владислав успел сказать, что готовился к нападению около трёх месяцев. Придя в себя на следующий день после взрыва, он объяснил свой поступок.
«Он сказал, что у него уже давно появилось желание убивать людей. Не было ни ненависти к религии, ни буллинга, ни обиды на учителей. Струженков говорит, что главный мотив — массовое убийство, которое он мечтал совершить»,
 — сообщает Telegram-канал SHOT со ссылкой на Владислава.

## Взрыв

### Подготовка
Один из друзей Владислава Никита Корчагин признался, что с Владиславом создавал оружие и бомбы. Всё это делалось в их организованном шалаше, и недалеко от него молодые люди проводили испытания. Это место Корчагин показал следователям на следующий день после инцидента. На допросе Корчагин сообщил, что за несколько месяцев Струженков признался ему, что хочет сделать бомбу. И даже просил пару раз помочь принести кое-что в их шалаш, где взрывное устройство и собиралось. Он слышал от приятеля заявления об убийстве людей, но не верил в них. На следствии выяснилось, что Владислав собрал СВУ из подручных средств, купленных в хозяйственном магазине. Смесью начинил колбу из металла, добавил шурупы и гвозди.

### Ход событий
Нападение на гимназию в Серпухове произошло утром 13 декабря 2021 года. 18-летний бывший ученик православной гимназии Владислав Струженков приехал к зданию Введенского Владычного женского монастыря на автобусе, в рюкзаке находилось самодельное взрывное устройство. Преступник собирался устроить взрыв внутри здания во время утренней молитвы. Однако двери были закрыты, и он не смог проникнуть внутрь. В 8:24 по местному времени у порога учреждения произошёл взрыв. Взрывом повредило входную дверь учебного заведения. В Подольской епархии Русской православной церкви, к которой относится обитель, заявили, что взрыв произошёл на крыльце здания православной гимназии — злоумышленник не смог попасть внутрь, так как дверь была закрыта. С собой у молодого человека также имелось холодное оружие, предположительно, мачете. В материалах дела сказано, что Струженков собирался открыть дверь в учебное помещение, бросить внутрь взрывное устройство и после этого покончить с собой с помощью самодельного патрона.
Сотрудники частной охранной организации нажали кнопку тревожной сигнализации сразу после взрыва. Они охраняли территорию монастыря, а здание самой гимназии охранял обычный вахтёр, не сотрудник ЧОП.

### Пострадавшие
Пострадали находившиеся рядом со злоумышленником ученики в возрасте от 11 до 17 лет. Список имен опубликовал Telegram-канал 112.
По данным канала, 15-летний Иван Г. получил рвано-ушибленные раны левого и правого бедра, а также ожог второй степени правой голени, 12-летняя Анна Ф. и 16-летний Иван Ч. получили сотрясение головного мозга, 14-летний Даниил К. — баротравму.
17-летний Максим И. был госпитализирован с ожогом правого колена первой степени, у 13-летнего Святослава К. диагностированы ссадины левой голени. У 11-летней Таисии Б. — реакция на стресс, у 17-летнего Кирилла С. — баротравма, у 14-летнего Виктора Н. — ушиб правого бедра, а у 14-летней Ксении Г. — баротравма.
Состояние Ивана Г. врачи оценили как средней степени тяжести, он был госпитализирован. Остальные дети были доставлены в больницу для осмотра, их травмы были незначительными. Они отказались от госпитализации и отпущены домой.
Изначально поступала информация, что устроивший взрыв умер от потери крови, но затем источник сообщил, что злоумышленник выжил и находится в крайне тяжёлом состоянии. Всего в результате взрыва пострадали 13 человек, в числе пострадавших сам подрывник.

## Расследование и суд
В квартире отца Струженкова, где он проживал, помимо упомянутых выше компонентов для изготовления СВУ, которое он собирал несколько месяцев, были найдены: металлические трубки (предположительно использовались для изготовления бомбы), селитра, 3 пневматических пистолета, 2 пневматические винтовки, охолощённый автомат, металлоискатель, множество упаковок гидроперита.
Вечером 13 декабря был задержан друг Струженкова Никита Корчагин. Молодой человек говорил, что не знал о готовящемся взрыве у гимназии. Были подозрения, что Корчагин – соучастник. Тем не менее вечером следующего дня он был отпущен домой.
На следующий день, 14 декабря, преступник пришёл в себя и рассказал о мотивах преступления. 17 декабря Струженков с помощью вертолёта был переведён из Серпухова в больницу Подольска. 20 декабря стало известно, что состояние Струженкова врачи оценили как средне удовлетворительное и что в операциях задержанный не нуждается.
13 января 2022 года Струженкову было предъявлено обвинение. Председатель Следственного комитета России Александр Бастрыкин заявил, что подозреваемый признал свою вину. По его словам, молодой человек находился под влиянием «деструктивных течений из-за границы».
31 января Следственный комитет направил ходатайство об аресте Струженкова в Басманный районный суд Москвы. В тот же день оно было удовлетворено: Струженкова заключили под стражу до 31 марта. 10 февраля адвокаты обвиняемого подали апелляцию с просьбой изменить меру пресечения их подзащитному и освободить его из-под стражи. 24 марта Московский городской суд оставил постановление Басманного суда об аресте Струженкова без изменений. 29 марта арест продлили до 13 мая. 5 мая СК попросил продлить арест до 13 июля.
Струженкову было предъявлено обвинение по ст. 30, ч. 2 ст. 105 (покушение на убийство двух и более лиц), ст. 167 (умышленное уничтожение чужого имущества), ст. 222.1 и 222.3 УК РФ (незаконные изготовление и оборот оружия). 5 июля Владислав Струженков признал свою вину, а его отец к тому времени возместил ущерб в размере 160 000 рублей в пользу «ОАО Православная гимназия». По словам адвоката Владислава, в последний момент преступник отказался от своей затеи. Сам подсудимый в последнем слове просил прощения у потерпевших.
«Я бы хотел извиниться за свой гадский поступок! За причиненный вред как психический, так и психологический. Я получил то, что заслужил! Сделал себя инвалидом на всю жизнь. Просто хочу сказать: берегите своих родных и близких. Мир — это опасная штука! Здесь происходят гораздо более ужасные вещи. А я посижу, подумаю! Сколько бы мне лет не дали, я полумёртвый человек».
22 июля прокурор Евгения Сапожникова запросила для Струженкова 14 лет лишения свободы и штраф в размере 210 000 рублей. 25 июля 2022 года Серпуховский городской суд приговорил Владислава Струженкова к 13 годам лишения свободы в колонии строгого режима, также суд назначил ему штраф в размере 205 000 рублей и ограничение свободы сроком на 1 год. От подачи апелляции осуждённый отказался. Струженков поделился с журналистом «МК», посетившим его после вынесения приговора в СИЗО №3 Серпухова, планами продолжить учёбу в колонии и заняться своим здоровьем. Адвокат Вячеслав Шиндин подал апелляционную жалобу, в которой просил смягчить наказание, настаивая на том, что Струженков в последний момент отказался от покушения на убийство, и с его стороны был возмещён вред ряду потерпевших. Также он просил переквалифицировать действия Струженкова на ч. 2 ст. 213 УК РФ (хулиганство). Сам осуждённый отказался от участия в рассмотрении апелляции. 27 октября 2022 года Московский областной суд оставил приговор без изменений.

## Реакция
Русская православная церковь пообещала оказать помощь и всестороннее содействие всем пострадавшим в результате взрыва.
Патриарх Московский и всея Руси Кирилл выразил сочувствие в связи со взрывом и призвал сделать всё, чтобы исключить возможность повторения в будущем подобных случаев.
Глава синодального Отдела по взаимоотношениям с обществом и СМИ Владимир Легойда подчеркнул, что «все обстоятельства произошедшего проверяются, Церковью будет оказана помощь и всестороннее содействие всем пострадавшим».
«Церковь, в том числе в учебных заведениях, работает и с трудными подростками, у которых исковеркана жизнь. Мы будем и впредь работать со всеми детьми»,
 — сказал он.